# Shiro Ichinoseki
Shiro Ichinoseki   (Hachirōgata, 24 de gener de 1944) és un aixecador japonès, ja retirat, que va competir durant la dècada de 1960.
El 1964 va prendre part en els Jocs Olímpics d'Estiu de Tòquio, on guanyà la medalla de bronze en la prova del pes gall del programa d'halterofília. Quatre anys més tard, als Jocs de Ciutat de Mèxic, fou quart en la mateixa categoria del programa d'halterofília.
En el seu palmarès també destaquen tres medalles al Campionat del Món d'halterofília, de plata el 1965 i de bronze el 1963 i 1964. També va establir cinc rècords mundials del pes gall, tres en arrancada i dos en total.